# Aburatorigami
Aburatorigami (japanisch あぶらとり紙) ist in der Kosmetik ein ungeleimtes und wenig gepresstes Japanpapier. Aburatorigami kann überschüssigen Talg oder Schweiß aufnehmen.
Die in Japan bekanntesten Hersteller für Aburatorigami sind „Yōjiya“ (よーじや), „Kamiya“ (加美屋), „Hakuichi“ (箔一) und „Komechō“ (米長).